# Tebas de Ftiótide
Tebas de Ftiótide (en griego, Φθιώτιδες Θήβες  o Φθιώτιδος ) es el nombre de una antigua ciudad griega de Tesalia. 
Estrabón la ubicaba a 20 estadios de Píraso y cerca de Fílace y de la llanura Crocia. Su territorio limitaba al norte con Feras, al noreste con Anfane, al este con Píraso, al sur con Halo, al sudoeste con Peuma, y al oeste con Eretria y Farsalo. Había un santuario de Atenea en el territorio fronterizo con Halo, ciudad con la que lo compartía. Una inscripción de finales del siglo IV a. C. atestigua el culto a Atenea Polias. Además se rendía culto a Atena Ilia, Deméter Panaquea, Protesilao, Niké y Leucotea.
Heráclides Crético afirmaba que su primer nombre fue Φυλάκη (Fílace). El yacimiento actual podría ser el de Fílace. Se admite generalmente que a principios del siglo IV a. C. se produjo el sinecismo de Fílace y Píraso que fueron absorbidas por Tebas.
En el año 217 a. C., Tebas pertenecía a la Liga Etolia y desde allí los etolios hacían frecuentes incursiones contra las ciudades de Demetríade, Farsala y Larisa, por lo que el rey Filipo V de Macedonia se dirigió con su ejército contra ella y tomó la ciudad. Polibio relata cómo Filipo puso sitio a la ciudad, primero construyó tres campamentos y luego los unió con líneas de circunvalación. Aunque en un principio la ciudad ofreció resistencia, los ciudadanos se rindieron cuando una sección de la muralla que Filipo había minado se derrumbó.
En el sitio de la actual Nea Anjíalos —donde también se lozalizan los restos de Píraso— se ubicó otra población llamada Tebas de Ftiótide en el periodo paleocristiano. Hacia el siglo VII fue destruida y el lugar permaneció deshabitado hasta que, a principios del siglo XX, la habitaron refugiados de Rumelia Oriental.
Las excavaciones han revelado una ciudad con necrópolis, anterior al 450 a. C. y situada en la ladera occidental de la colina. La acrópolis medía 1,9 ha y tenía muros ciclopéos datados en el siglo VI  a.  C.. En los lados norte y oeste se añadieron muros de aparejo isodómo a principios del periodo helenístico. El recinto amurallado de finales del siglo IV e inicios del III a. C. tenía un perímetro de 2400 m y protegía una área de 40 ha. En la ciudad baja, los restos del antiguo teatro y una estoa helenística todavía pueden ser vistos.
Acuñó moneda según el patrón egineta: trióbolos y fracciones de bronce con la leyenda ΘΗΒΑΙΩΝ, en el anverso figura la efigie de Deméter con velo y en el reverso, Protesilao.